# Yayık ayran

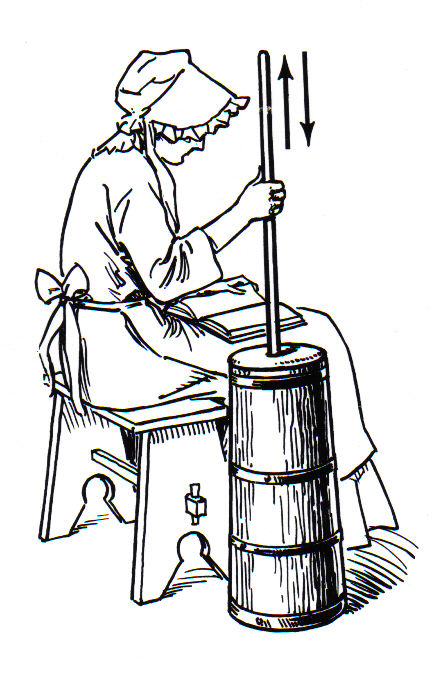
La paraula "yayık" significa manteguera en turc.)

Yayık ayran (turc: Yayık ayranı) és una varietat de l'ayran, una beguda composta de iogurt i d'aigua. El iogurt utilitzat generalment prové de llet d'ovella i té un sabor espès, saborós i lleugerament àcid. S'acostuma a prendre amb sal. És molt popular a Turquia, els Balcans, i a parts de l'Orient Pròxim. Se serveix freda i es pren com a acompanyant als plats tradicionals o de menjar ràpid. En turc té varies denominacions com a katık ayranı o çalkama. (p. 244)